# Římskokatolická farnost Libina
Římskokatolická farnost Libina je územní společenství římských katolíků v děkanátu Šternberk s farním kostelem svatého Jiří.

## Historie farnosti
Farnost existovala již v 16. století, roku 1630 zanikla a roku 1651 byla obnovena. Kostel středověkého původu (jádro věže a snad i dispozice) byl radikálně přestavěn v roce 1721. Barokní stavba má stejného autora jako kostel Narození Panny Marie v Novém Malíně.

## Území farnosti a sakrální stavby
- Libina
  - farní kostel sv. Jiří
- Dolní Libina (místní část obce Libina)
  - kaple svatého Antonína
- Obědné (místní část obce Libina)
  - kaple svatého Antonína
- Mladoňov
  - filiální kostel sv. Mikuláše (původně farní kostel farnosti Mladoňov)
- Václavov (místní část obce Oskava)

## Duchovní správci
Od července 2013 do července 2016 byl administrátorem excurrendo R. D. ThLic. Pavel Stuška. Po něm nastoupil (rovněž jako administrátor excurrendo) R. D. Mgr. Karel Janečka.

## Bohoslužby
| Kostel       | Místo  | Bohoslužba (den)     | Hodina                         | Poznámka     |
| ------------ | ------ | -------------------- | ------------------------------ | ------------ |
| svatého Jiří | Libina | neděle pondělí pátek | 9.30 18.00 16.30 (1. v měsíci) | Farní kostel |

## Aktivity farnosti
Ve farnosti se každoročně pořádá v noci mezi Zeleným čtvrtkem a Velkým pátkem čtyřicetikilometrová pouť na Svatý Kopeček s křížem na zádech a s růžencem v ruce, kdy poutníci prožívají tajemství celého velikonočního třídenní. 
Každoročně se ve farnosti koná tříkrálová sbírka, v roce 2017 se při ní vybralo 49 003 korun.